# Tigullio Pubblici Trasporti
Tigullio Pubblici Trasporti, abbreviata in TPT, è stata una società per azioni a capitale totalmente pubblico.
Dal 1976 fino al 2006 è stata concessionaria in esclusiva dei servizi di trasporto pubblico locale nel bacino "TG" della Provincia di Genova.

## Storia
Nata nel gennaio 1976 TPT è stata il gestore del trasporto pubblico locale (urbano, suburbano, extraurbano) nel territorio del bacino "GT" ovvero quello compreso tra Recco e Levanto; inoltre ha gestito i servizi scolastici dei comuni di Sestri Levante, Cicagna, Moneglia, Coreglia, Bonassola, Neirone, Borzonasca, Leivi, S.Colombano, Mezzanego, Cogorno, Rezzoaglio, Carasco.
Ha gestito inoltre i servizi turistici e di noleggio, le aree di sosta a pagamento nei comuni di Sestri Levante, Moneglia, Riva Trigoso, Zoagli e Rapallo.

### L'acquisizione di ALI
Dal 1º agosto 2002 Tigullio Pubblici Trasporti S.p.A. detiene una quota pari all’80% di ALI Autolinee Liguri Provincia di Genova S.p.A. (il restante 20% è proprietà di AMT S.p.A. di Genova).
ALI gestisce il trasporto pubblico suburbano ed extraurbano nell'area occidentale della Provincia di Genova (bacino G).
Gestisce inoltre il servizio urbano per il Comune di Recco, il servizio scolastico per il Comune di Pieve Ligure, il servizio sostitutivo della Ferrovia Genova - Casella e diversi servizi "dedicati" per alcune attività produttive.
ALI noleggia autobus con autista per servizi turistici, scolastici, aziendali, congressuali e sportivi in Italia e all'estero, alcuni attrezzati per il trasporto disabili.

### La creazione di ATP e la chiusura di TPT e ALI
Una volta acquistato il restante 20% del capitale sociale di ALI appartenente ad AMT S.p.A. iniziò il processo di incorporazione di ALI nella TPT.
Il 21 dicembre 2005 nasce a seguito dell'unione delle due società ATP - Azienda Trasporti Provinciali S.p.A. acquisendo i servizi di TPL sia nel bacino "G" (esercitato da ALI) che del bacino "TG" (esercitato da TPT) oltre a tutti i servizi come NCC, servizi scolastici e gestione dei parcheggi.
L'inizio dell'anno 2006 coincide con l'inizio dell'operatività di ATP Azienda Trasporti Provinciali S.p.A. e il termine dell'operatività di sia di ALI che di TPT.

## Azienda

### Capitale sociale
Gli azionisti di TPT erano i seguenti:
- Provincia di Genova;
- Provincia della Spezia
- Comune di Chiavari
- Comune di Lavagna
- Comune di Rapallo
- Comune di Santa Margherita Ligure
- Comune di Sestri Levante

### Governance aziendale
Enzo Sivori è stato membro del consiglio di amministrazione dal 1992 al 2001, poi amministratore delegato dal 1999.

## Curiosità
- Negli anni 1990, come altre aziende, la Tigullio Pubblici Trasporti aveva venduto una parte dei propri mezzi datati presso alcuni paesi dell'Africa;